# Illja Marčenko
Illja Marčenko ukr. Ілля Марченко / Ill’ja Marčenko (* 8. září 1987, Dniprodzeržynsk (dnes Kamjanske, Ukrajina), tehdy Sovětský svaz) je ukrajinský profesionální tenista. Ve své dosavadní kariéře nevyhrál na okruhu ATP World Tour žádný turnaj. Na turnajích typu Challenger zaznamenal 1 finálové vítězství ve dvouhře. Jeho nejvyšším umístěním na žebříčku ATP ve dvouhře bylo 49. místo (26. září 2016) a ve čtyřhře 268. místo (25. srpen 2014).

## Finálové účasti na turnajích ATP World Tour (0)
Žádného finále na ATP se nezúčastnil.

## Tituly na turnajích ATP Challenger Tour (1)

### Dvouhra (1)
| Č. | Datum           | Turnaj   | Povrch | Soupeř ve finále | Výsledek |
| 1. | 16. srpen, 2009 | Istanbul | tvrdý  | Florian Mayer    | 6-4, 6-4 |

## Davisův pohár
Illja Marčenko se zúčastnil dvaceti zápasů v Davisově poháru za tým Ukrajiny s bilancí 17–13 ve dvouhře a 1–0 ve čtyřhře.

## Postavení na žebříčku ATP na konci sezóny

### Dvouhra
| Rok    | 2006 | 2007   | 2008   | 2009   |
| Pořadí | 446. | ▼ 510. | ▲ 222. | ▲ 120. |

### Čtyřhra
| Rok    | 2006  | 2007   | 2008   | 2009    |
| Pořadí | 1234. | ▲ 622. | ▲ 460. | ▼ 1069. |